# Hans-Jürgen Rehm
Hans-Jürgen Rehm (* 3. Dezember 1927 in Bützow; † 4. Februar 2017 in Münster) war ein deutscher Mikrobiologe.

## Leben und Werk
Hans-Jürgen Rehm besuchte das Reformrealgymnasium in seiner Heimatstadt Bützow, bevor er an der Universität Greifswald Chemie und Biologie studierte. Nach seiner Promotion  im Jahr 1952, die sich mit der Synthese von Antibiotikum beschäftigte, folgte 1955 die Habilitation. Nach einer Zwischenstation am Institut für Kulturpflanzenforschung in Gatersleben sowie am Institut für Mikrobiologie der Technischen Universität Berlin wechselte er 1958 an die Technische Universität München. 
Der Schwerpunkt seiner wissenschaftlichen Arbeit lag auf der Erforschung des mikrobiologischen Abbaus von Kohlenwasserstoffen. Er wurde außerdem zum Leiter des Arbeitsausschusses Technische Biochemie der DECHEMA ernannt, der als Erster das praktische und ökonomische Potential der Biotechnologie untersuchte. Rehms Publikationsliste umfasst mehr als 300 wissenschaftliche Veröffentlichungen.

## Auszeichnungen
Rehm erhielt zahlreiche Preise und Auszeichnungen. Er ist Gründungsmitglied der European Federation of Biotechnology, Ehrenmitglied der DECHEMA und Mitglied der American Academy of Microbiology. 1985 erhielt er die DECHEMA-Medaille.

## Veröffentlichungen
- Industrielle Mikrobiologie. Springer, Berlin 2013, ISBN 978-3-642-67427-3.
- Einführung in die industrielle Mikrobiologie. Springer, 1971, ISBN 3-540-05157-0.
- mit Gerald Reed, A. Mountain, U. Ney und Dietmar Schomburg: Recombinant Proteins, Monoclonal Antibodies and Therapeutic Genes. (= Biotechnology. Vol. 5a). Wiley-VCH, 1999, ISBN 3-527-28315-3.